# Timáliafélék
A timáliafélék  (Timaliidae) a madarak osztályának verébalakúak (Passeriformes) rendjébe tartozó család.
Rendszertani besorolása bizonytalan, a 20. század során afféle szemétkosár-taxonként használták, sok nehezen elhelyezhető taxont egyszerűen idesoroltak. Az újabb eredmények szerint még a „valódi” timáliafélék, amik a kérdéses taxonok eltávolítása után maradtak, is parafiletikusak az óvilági poszátafélék csoportjával együtt.

## Rendszerezésük
A családot Nicholas Aylward Vigors és Thomas Horsfield írták 1827-ben, az alábbi nemek tartoznak ide:
- Timalia – 1 faj
- Dumetia – 1 faj
- Rhopocichla – 1 faj
- Mixornis – 4 faj
- Macronus – 2 faj
- Cyanoderma – 7 faj
- Spelaeornis  – 8 faj
- Melanocichla – 2 faj
- Pomatorhinus – 9 faj
- Erythrogenys – 6 faj
- Stachyris – 13 faj